# 高杉東一

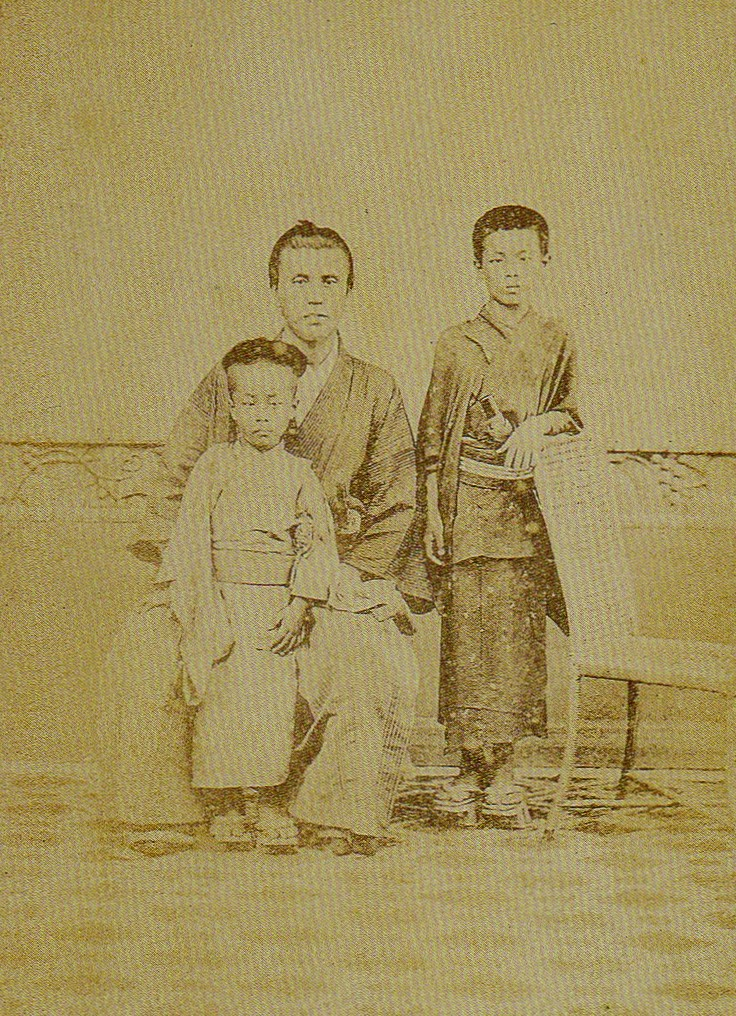
明治4年5月、木戸孝允と梅之進（手前）と木戸正二郎(右)

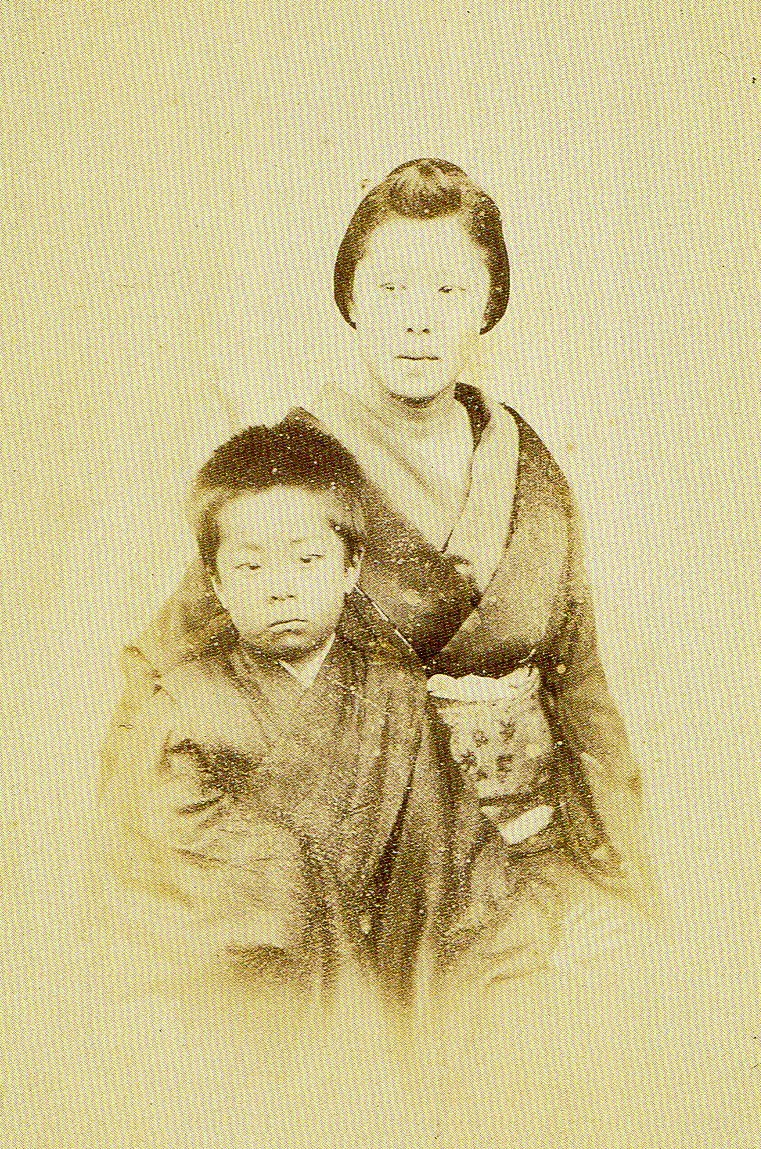
明治4年9月29日、梅之進と木戸松子

高杉 東一（たかすぎ とういち、元治元年（1864年）10月 - 大正2年（1913年）7月11日）は、明治時代の外交官。高杉晋作の長男。母は雅子。幼名は梅之進。名は春雄とも。

## 略歴
父・晋作は梅之進が4歳の時に死去。父の死後は萩から山口城下茶臼山（現・山口市白石）に移り住み、母と祖父母に育てられる。慶応3年（1867年）6月17日家督。明治4年（1871年）5月、祖父・小忠太の了承のもと、木戸孝允に伴われて東京を訪れ、木戸とその養子正二郎と梅之進、木戸の妻・松子と梅之進が写る写真2枚が木戸家に残されている。
明治10年（1877年）、梅之進の教育のため一家で上京した。商法講習所（現：一橋大学）で学び、外交官となる。
明治15年に伊藤博文に従って洋行する。明治21年、『英和新国民大辞典』を編纂し、辻本尚書堂から出版。外交官として海外に駐在した。明治20年11月30日、谷氏から高杉氏に改姓。谷梅之進から高杉東一に改名する。
大正2年（1913年）、東京で48歳で死去。
新井荘兵衛三女・茂との間に暢子（大正2年没）・治子（明治30年没）・春太郎（昭和32年5月没）・晋二郎（明治44年没）の4人の子をもうけるが、3人は早世し、母の雅子は晩年の取材で、夫・子・孫と多くに先立たれた肉親の縁の薄さと寂しさを語っている。唯一残った長男の春太郎の子に勝があり、晋作の子孫はそこから現在まで続いている。